# Terza guerra d'Indocina
La terza guerra d'Indocina fu una serie di conflitti armati durati dal 1975 al 1991, principalmente tra le forze comuniste (Maoiste e filo-sovietiche) nella penisola.

## Lo svolgimento
I rapporti tra Vietnam e Cambogia erano molto tesi durante la guerra fredda, per via della  divisione ideologica che vi era tra le due nazioni; infatti mentre il primo credeva in un comunismo rurale maoista, l'altro in un comunismo antirevisionista ma filo-sovietico. Perciò dopo una disputa territoriale finita nel sangue i Vietnamiti furono costretti ad invadere la Cambogia e a mettere fine al regime di Pol Pot.
La Cina, Corea del Nord  e la Thailandia che appoggiavano il governo Maoista cambogiano si opposero fin da subito all'invasione fino ad arrivare alla guerra sino-vietnamita. Il Patto di Varsavia finanziò fin da subito il governo vietnamita così come il Laos.
La Cina in quel periodo era alleata del blocco occidentale a causa delle distanze prese dai sovietici e dell'apertura al mercato, tuttavia gli Stati Uniti d'America non diedero un grosso contributo, fin quando non fu formato un governo di coalizione tra gli Khmer rossi e i nazionalisti del Funcipec e del Fronte di Liberazione Nazionale del Popolo Khmer, così gli Stati Uniti finanziarono la Kampuchea di Pol Pot e la CIA sobillò la minoranza etnica degli Hmong (come già precedentemente avevano fatto nella Guerra civile in Laos) alla rivolta per destabilizzare il  governo comunista del Laos, che fu costretto ad entrare in guerra direttamente.
La guerra si concluse nel 1991 con la fine dalle Kampuchea Democratica e del genocidio cambogiano, il ritorno allo stato ante que bellum da parte della Cina e del Partito Comunista della Thailandia ma le rivolte Hmong sono continuate in Laos.
La Repubblica Popolare di Kampuchea (lo stato fantoccio del Vietnam dopo l'invasione) fu costretto su mediazione dalle nazioni unite a diventare il Regno di Cambogia.